# Porta Nuova (medievale, Milano)
Gli archi di Porta Nuova sono una delle porte maggiori sul tracciato medievale delle mura di Milano.

## Storia

Porta Nuova medievale in una foto del 1850

Fra il 1330 e il 1339 venne inserito il tabernacolo marmoreo della Madonna col Bambino e i Santi. La porta, giunta fino ai nostri giorni, ha subito alcune modifiche nel corso del '800 e '900 come l'allargamento dei passaggi pedonali, ai lati del doppio fornice medievale.
La porta rischiò di essere demolita dopo che il Comune di Milano, nel 1869, indisse una discussione circa la demolizione o il mantenimento degli archi: la demolizione non venne approvata anche grazie alla ferma opposizione di una larga parte del mondo culturale della Milano dell'epoca; in particolare si può ricordare il dotto discorso tenuto all'Accademia fisio-medico-statistica il 18 febbraio di quell'anno dallo storico e patriota Damiano Muoni a difesa del mantenimento della porta.
La porta, inglobata tra edifici minori, è situata al termine esterno di via Manzoni dove passava l'antica cerchia muraria medievale della città nonché la cerchia dei navigli. Il lato esterno dell'antica Porta Nuova dà invece su Piazza Cavour, caratterizzata dal monumento bronzeo del primo Presidente del Consiglio dei Ministri del neonato Regno d'Italia.
Nel paramento del lato interno della porta sono inoltre state inserite a scopo decorativo delle lapidi di età romana di cui è ignota la collocazione originaria.

## Galleria d'immagini

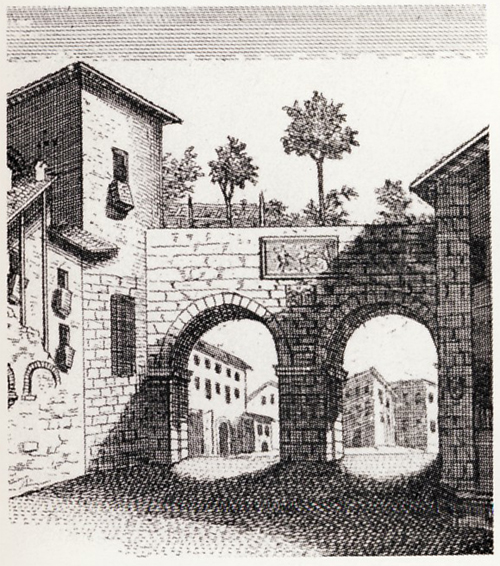
Disegno dell'antica porta nuova prima delle modifiche.
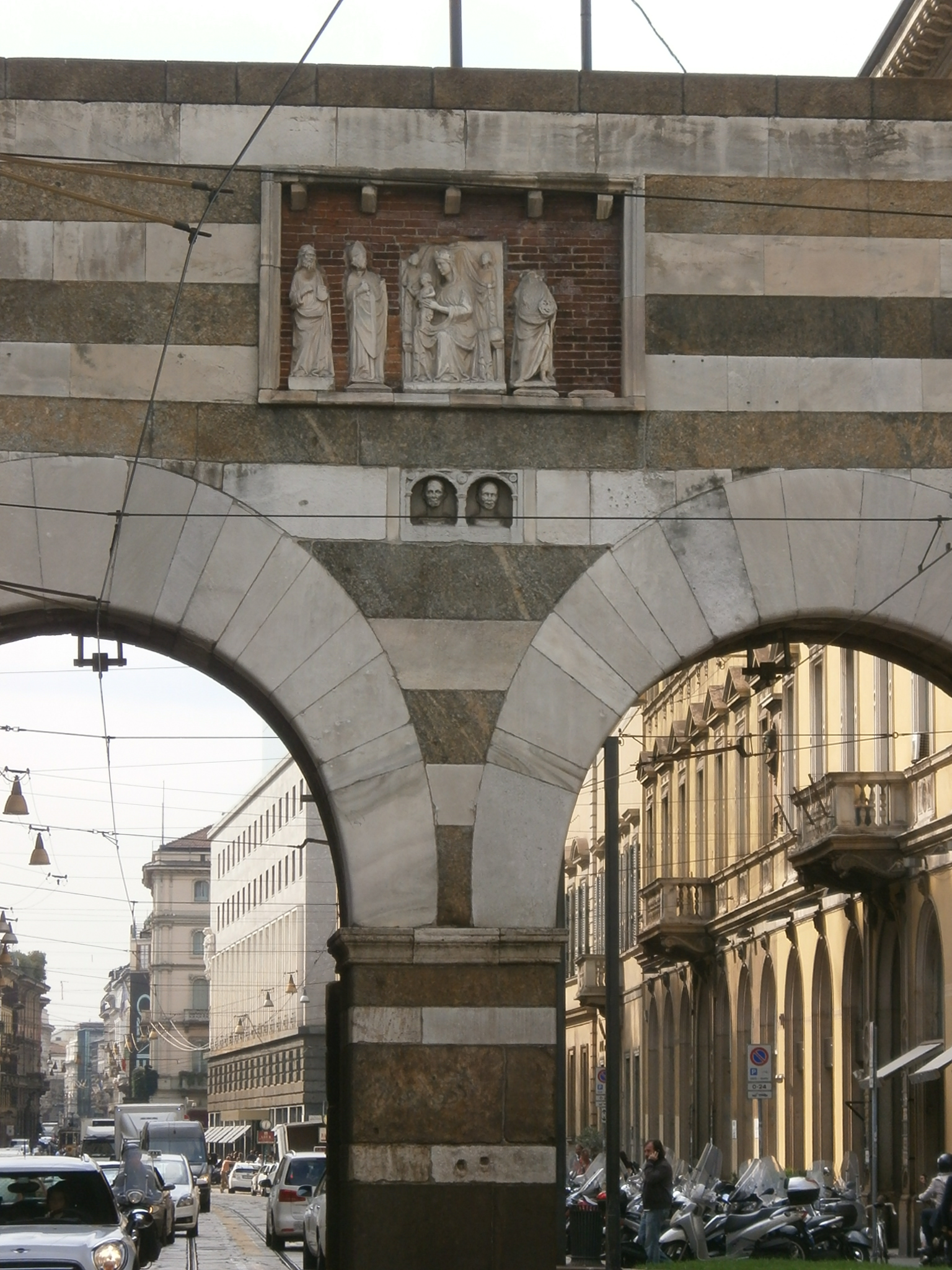
Il tabernacolo marmoreo della Madonna col Bambino e i Santi sul lato esterno della porta.
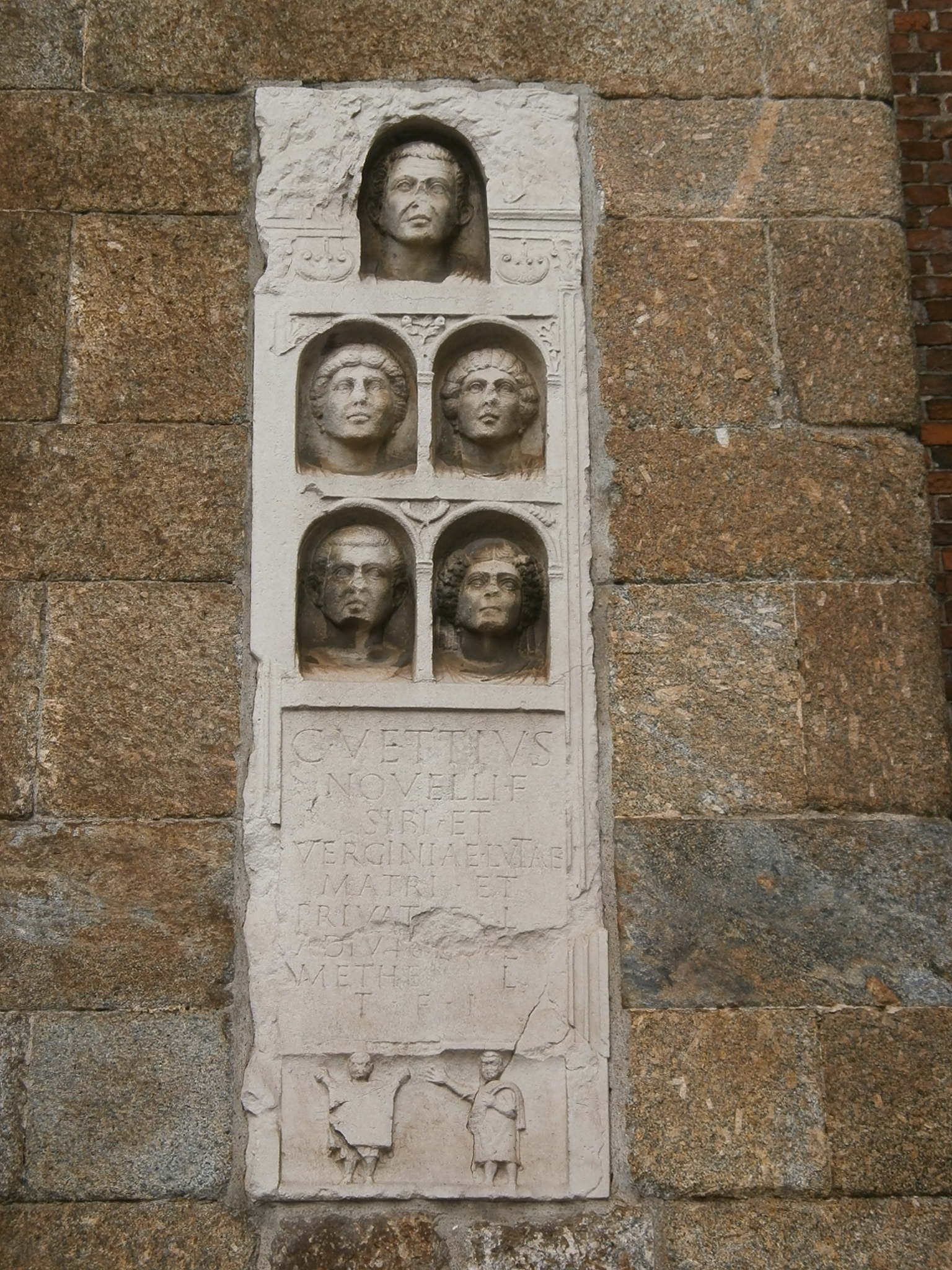
Stele di epoca romana sulla facciata interna della porta.
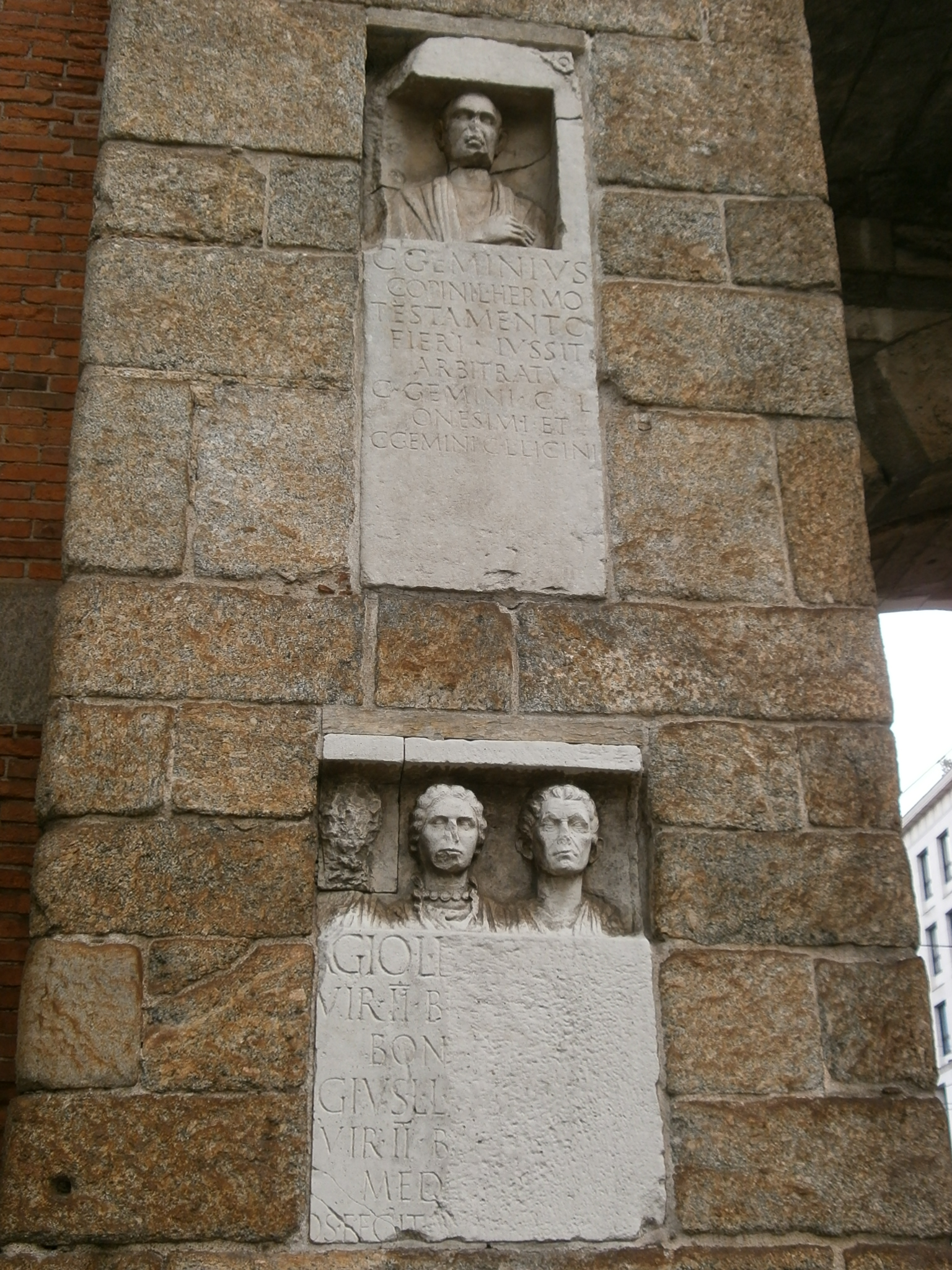
Due Lapidi di epoca romana sulla facciata interna della porta.
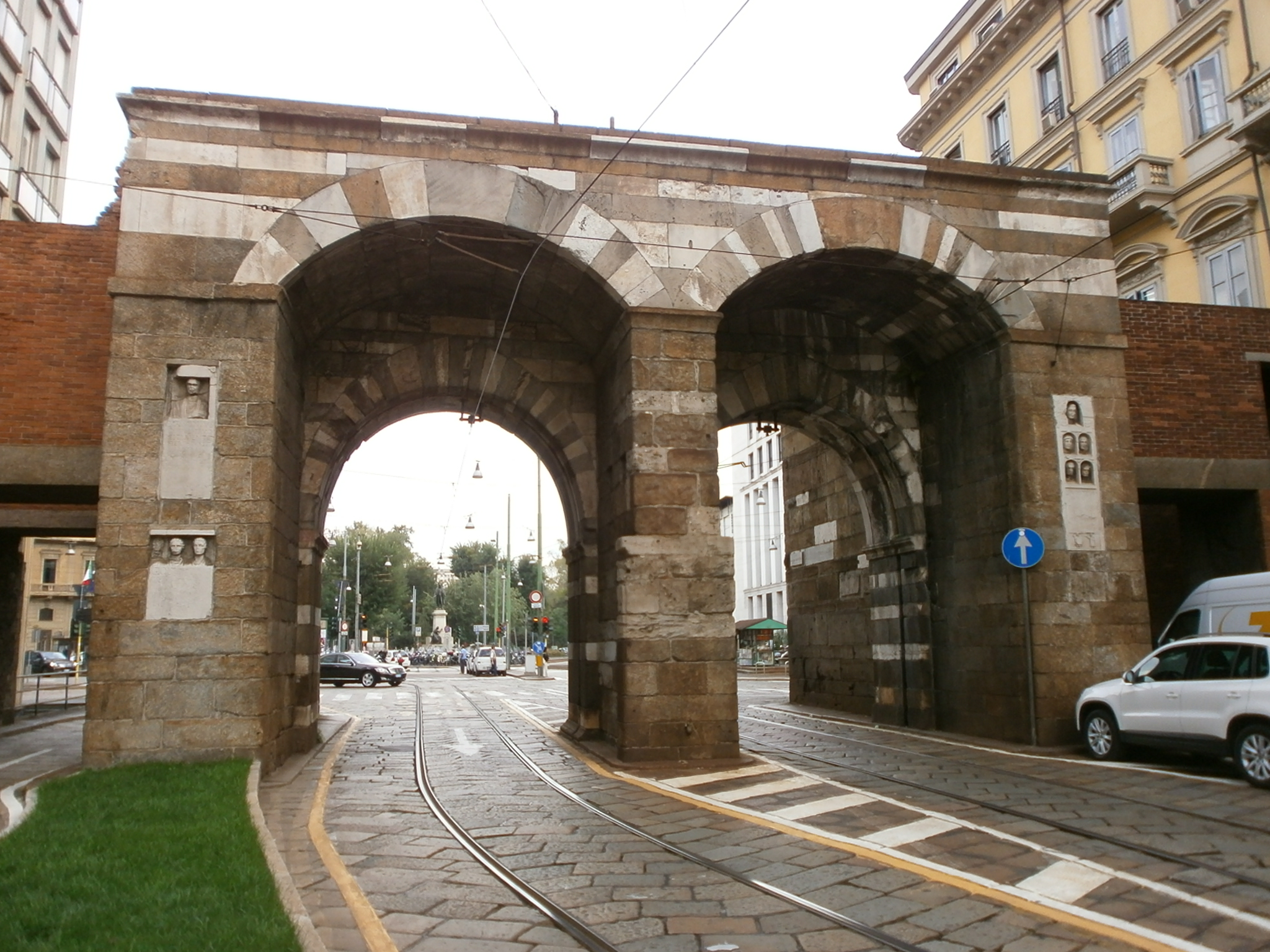
Facciata interna della porta.